# El Negro Zumbón
El negro Zumbón (noto anche come Anna) è un brano musicale composto da Armando Trovajoli, con testo in spagnolo di Francesco Giordano, e fa parte della colonna sonora del film Anna del 1951 di Alberto Lattuada con protagonista Silvana Mangano. 
Musicalmente si tratta di un bajon, genere musicale e ritmo di moda in quel periodo di origine brasiliana.
Fu pubblicato come singolo nel mese di marzo 1952 come lato A del 78 giri El Negro Zumbon/T'ho voluto bene.
Dopo la diffusione del film negli Stati Uniti nel 1953, il ritmo brasiliano della canzone aveva influenzato la musica pop americana, il brano fu un successo e presto divenne uno standard musicale e fu inciso da numerosi artisti.

## Descrizione
La canzone scritta apposta per il film fu cantata in playback da Flo Sandon's, mentre la Mangano ballava.
La musica è imitativa di ritmi latini, ma con una connotazione di buffonesco, come la copertina che è caricaturale, ed è una sorta di samba del genere Baião.

## Colonna sonora in altri film
- Casinò de Paris (1957)
- Nuovo Cinema Paradiso (1988) all'inizio del film
- La balla, trasmessa da un televisore, Nanni Moretti in Caro diario (1993)
- Agente Smart - Casino totale (2008)
- The Irishman (2019)